# Laura Fischer (Journalistin)
Laura Fischer (* 1998 in Wien) ist eine österreichische Journalistin und Buchautorin. Sie ist Trägerin des Prälat-Leopold-Ungar-JournalistInnenpreises.

## Leben
Als Schülerin gehörte Laura Fischer 2014 zu den Finalisten beim Wiener Jugend-Literaturpreis. 2016 erhielt sie für ihre „vorwissenschaftliche Arbeit“ über die Rolle der Frauen in der keltischen Kultur und  Mythologie den „VWA Gender Award“ des österreichischen Bundeszentrums für Geschlechterpädagogik und -forschung.
Nach der Matura studierte sie Journalismus und Medienmanagement an der FHWien der WKW, absolvierte diverse Praktika, zum Beispiel bei der Wiener Zeitung und dem Slovak Spectator, und schloss ihr Studium 2019 ab. Sie arbeitet als freischaffende Journalistin für die Zeitschrift Datum und die Wochenzeitung Falter.
Zusammen mit Marija Barišić veröffentlichte sie 2019 ihr erstes Buch mit dem Titel Was am Ende bleibt. Geschichten über die Liebe. Die beiden Autorinnen zeichneten darin stundenlange Gespräche mit alten Menschen und Sterbenden  in Seniorenheimen und Hospizen auf. Einige sprachen „über Dinge, mit denen sie noch nie zuvor mit jemandem gesprochen haben“, so Katja Mitic in Die Welt. „Manche der Geschichten sind rührend, andere eher verstörend. Doch alle haben etwas gemeinsam.“ Es sei ein Buch „voll Erinnerungen an die Liebe geworden, auch die, die man nicht bekommen hat“, schrieb ORF Wien.

## Auszeichnungen
2018 belegte sie den 2. Platz des 8. Europäischen Essaywettbewerbs zum Thema „West- und Osteuropa – was trennt es und wo verläuft die Grenze?“ organisiert von der Ackermann-Gemeinde.
2019 erhielt sie den Prälat-Leopold-Ungar-Journalistenpreis in der „Kategorie Print“ für ihre Reportage Alinas Verwandlung im Monatsmagazin Datum. „Mit klarer, schnörkelloser Sprache zeichne Fischer die Entwicklung ihrer Freundin Alina nach, die auf der Suche nach einem Lebensinhalt zur fundamentalistischen Muslimin wird“, zitierte Der Standard die Begründung der Jury.

## Buchveröffentlichungen
- Mit Marija Barišić: Was am Ende bleibt. Geschichten über die Liebe. edition a Verlag, Wien 2019, ISBN 978-3-99001-328-1